# Bacuag
Bacuag (Filipino: Bayan ng Bacuag) ist eine philippinische Stadtgemeinde in der Provinz Surigao del Norte, Verwaltungsregion XIII, Caraga. Sie hat 14.486 Einwohner (Zensus 1. August 2015), die in neun Barangays lebten. Sie wird als Gemeinde der fünften Einkommensklasse auf den Philippinen und als teilweise urbanisiert eingestuft.
Bacuag liegt an der Küste der Philippinensee, ca. 46 km südöstlich von Surigao City entfernt und ist über den Marhalika Highway erreichbar. Ihre Nachbargemeinden sind Placer im Nordwesten, Gigaquit im Südosten, Tubod und Alegria im Westen.
Ariel Galido, apostolischer Präfekt der Marshallinseln, wurde in Bacuag geboren.

## Baranggays
- Cabugao
- Cambuayon
- Campo
- Dugsangon
- Pautao
- Payapag
- Poblacion
- Pungtod
- Santo Rosario

## Weblink
- Informationen der Philippine Statistics Authority über Bacuag